# David Nakhid
David Nakhid (ur. 15 maja 1964 w Port-of-Spain) – piłkarz z Trynidadu i Tobago występujący na pozycji pomocnika, a także trener.

## Kariera klubowa
Nakhid karierę rozpoczynał w drużynie American University Eagles z amerykańskiej uczelni American University. W 1987 roku został zawodnikiem klubu Baltimore Blast z ligi MISL, gdzie spędził sezon 1987/1988. Następnie występował w belgijskim KSV Waregem, a w 1992 roku przeszedł do szwajcarskiego Grasshopper Club Zurych. W sezonie 1993/1994 wywalczył z nim wicemistrzostwo Szwajcarii oraz Puchar Szwajcarii.
W 1994 roku Nakhid odszedł do greckiego PAOK FC, jednak w jego barwach nie rozegrał żadnego spotkania. W 1995 roku przeniósł się do Al-Ansar, z którym dwukrotnie zdobył mistrzostwo Libanu (1996, 1997). W 1997 roku grał w zespole Joe Public i wywalczył z nim wicemistrzostwo Trynidadu i Tobago.
W 1998 roku Nakhid przeszedł do amerykańskiego New England Revolution. W MLS zadebiutował 29 marca 1998 w zremisowanym 1:1 meczu z DC United. W New England Revolution występował w sezonie 1998, a potem był zawodnikiem szwedzkiego Malmö FF. Następnie grał w Emirates Club ze Zjednoczonych Emiratów Arabskich, a 2000 roku wrócił do Al-Ansar. W 2002 roku zdobył z nim Puchar Libanu. W kolejnych latach był grającym trenerem zespołów Al-Mabarrah oraz Caledonia AIA. W 2005 roku zakończył karierę.

## Kariera reprezentacyjna
W reprezentacji Trynidadu i Tobago Nakhid grał w latach 1992–2005. Był w kadrze na Złoty Puchar CONCACAF 1998 oraz Złoty Puchar CONCACAF 2000.